# Mladinski opus Bine Štampe Žmavc
Bina Štampe Žmavc je sodobna slovenska pesnica, pisateljica, prevajalka in režiserka. Rodila se je 4.10.1951 v Celju

## Mladinska dela Bine Štampe Žmavc
Bina Štampe Žmavc je napisala nekaj mladinskih del, ki se delijo na mladinsko poezijo in mladinsko prozo. 
Za mladinsko poezijo je značilen bogat pesniški jezik. Veliko je otroške igre, ritmične izrazitosti, izmišljenih besed, slikanja z zvokom, domišljijskih svetov, fantazije, ... Glavni temi v njenih poezijah sta narava in vesolje ter otroški doživljajski svet in igra. 
Za mladinsko prozo pa je značilno, da vsebujejo pesmi, ki nosijo osrednjo temo, sporočilo proznega dela pa tudi predstavijo. Njena sporočila so zelo raznolika, vendar se vsa nanašajo na reševanje problematike sodobnega sveta. Osnovna tema v njeni prozi je otroški doživljajski svet in igra, povezuje pa se s temami o temeljnih življenjskih vprašanjih, o minljivosti, o zgodovini, o drugačnosti, ...
Njena mladinska poezija vsebuje naslednja dela: Živa hiša, Duhec Motimir, Nebeške kočije, Klepetosnedk, Čaroznanke in Zrnca sonca. 
Njena  nekatera mladinska proza vsebuje naslednja dela: Škrat s prevelikimi ušesi, Ukradene sanje, Drevo srca, Bajka o svetlobi, Tri zvezde za Celjske kneze, Vejak, Ure kralja Mina, Popravljalnica igrač, Popravljalnica sanj, Kam je izginil sneg, Mavricij in lučka Svečana, Muc Mehkošapek, Pogašeni zmaj, Slike in zgodbe iz tisoč in enega pasjega dne, . . . 

### Ure kralja Mina
Zgodba govori o mogočnem kralju Minu, ki se ni hotel starati. Nekoč je sanjal o urah, ki so ga lovile, on pa je bežal pred njimi. Ko se je prebudil iz sanj, je poklical Urarčka, skrbnika za ure, da bi ustavil vse ure, ki so tiktakale. Staranja se je takrat ustrašil in ga hotel preprečiti. Poklical je čarovnika, da bi čas ustavil ali pa ga začaral. Vendar čarovnik tega ni mogel storiti, tako kot tudi noben drug čarovnik ne. Kralj se je odloči, da bo sam poskrbel za čas in ga poskušal ujeti oz mu nastaviti past. Urarčku je naročil naj mu pomaga in vse ure upočasni, da bodo tiktakale dvakrat počasneje. Urarček je to storil. Kralj je mislil, da je s tem ko je upočasnil ure, upočasnil tudi čas, vendar ga ni, zato se je pojavilo kar nekaj nevšečnosti. Naslednje jutro je bil zajtrk pozno prinešen, pa še okusen ni bil. Kasneje na konjski ježi, ki naj bi bila dopoldne, kot so kazale ure, so bili konji zaradi vročine zelo utrujeni, kajti navajeni so bili jezditi dopoldne, ko ni bilo vročine. Zvečer, po ježi, so ure kazale, da je čas za avidence, vendar bi se morale odvijati dosti prej. Na avidencah so se vsi pritoževali zaradi premaknjenih ur. Čez nekaj dni je prišlo tudi veliko pisemskih pritožb glede iste stvari. Pritožb še kar ni bilo konec, kajti na dvor so prišli pekovka, vrtnar in ribič. Po vsem tem je kralj skelnil, da bo dal premakniti ure tako kot so bile prej. Nato je kralj zaspal in sanjal o trgovcu, ki ga je ogoljufal, ko mu je v zameno za zakladnico draguljev prodal zakladnico časa. Kralj se je zbudil in Urarčku povedal, kaj  je sanjal. Urarček mu je rekel, da ga trgovec ni ogoljufal, temveč je kralj ogoljufal samega sebe, ko je hotel ustaviti čas. Rekel mu je tudi, da ga čas ne bo več preganjal, ko bo samo pozabil nanj. Osrečiti bi moral tiste, ki jih še ni osrečil. Kralj se je nato odločil podariti pekovki, vrtnarju in ribiču vsakemu po 3 dragulje. Kralju je čas še vedno prehitro tekel, a se je moral s tem sprijazniti. Na koncu zgodbe je Urarček kralju začel pripivedovati pravljico o kralju Minu, ki se ni hotel postarati.

### Vejak (Pikapolonica na prašni cesti)
To je zgodba  o velikem razvejanem drevesu, Vejaku, kot so ga poimenovali tamkajšnji otroci, ki kraljuje sredi Vladne ulice. Pomembneži, ki so živeli v Vladni ulici so se odločili, da bodo Vejaka posekali. Tej nameri so nasprotovali samo otroci, Vladkova mama in slikarka Eli, vendar njihovega mnenja niso upoštevali. Ker je bilo najlepše drevo v sosednji ulici čez noč posekano so se otroci, Vladkova mama in slikarka Eli zelo ustrašili, da podobna usoda čaka tudi Vejaka.  Živo so si predstavljali nočne sekalce, kako ga sekajo. Sklenili so,da da bodo sekalcem preprečili, da ga posekajo, zato so pripravili bojni načrt. Zbrali so se pri slikarki Eli, se oblekli v bele spalne srajce, slikarka Eli pa jim je obraze poslikala, da so izgledali, kot pravi jezni, divji duhovi. Ponoči so odšli do Vejaka, se zbrali okrog njega in čakali na nočne sekalce. Ko so sekalci prišli, so jih »duhovi« s pomočjo travnih in rožnih bitij, škrati in vilinci začeli strašiti in takoj so vsi prestrašeni zbežali stran. Vendar niso zbežali z avtomobilom, s katerim so prišli, temveč so nanj čisto pozabili in pobegnili kar peš. Naslednje jutro je bil gospod Vladoveznik, ki je sekalcem naročil, naj posekajo Vejaka, zelo presenečen, da Vejak ni bil posekan. Zanikal je obtožbe, da je naročil sekalcem, naj drevo posekajo, toda dokazov za to je bilo zelo veliko. Otroci, Vladkova mama in slikarka Eli so obtožbe potrdili.  Dober dokazo so bili tudi prestrašeni sekalci s svojo zgodbo. Pa tudi pozabljeni avtomobil treh sekalcev je razkrinkal gospoda Vladoveznika. Po tej nočni pustolovščini otroci Vladne ulice pogosto srečujejo škrate, duhce, skrivnostna vilinja bitja in se včasih z njimi tudi igrajo.  Vladno ulico ljudje zdaj po tihem imenujejo Vejakova ulica.

Vejak je ena izmed zgodb v knjigi Pikapolonica na prašni cesti. Knjiga Pikapolonica na prašni cesti je zbirka zgodb različnih avtorjev. Tu so vsi avtorji iun njihove zgodbe: Neža Maurer - Zvesti jazbec, Tone Pavček - Deček gre za soncem, Bina Štampe Žmavc - Vejak, Marjan Tomšič - Starec in reka, Matea Reba - Maline, Milan Vincetič - Santa Angelika, Sonja Cvjetinović - Slavček, Predrag Raos - Zgodba o mavrici, Majda Koren - Podstrešna zgodba, Pero Kvesić - Sreča žalostnega zmaja, Ana Hafner - Sijoče kraljestvo, Besim Spahič - Žalostna rožica

### Drevo srca
To je zgodba o mali deklici Tili in njenem dedku, ki sta se nekega dne pred jablano pogovarjala o razdajanju srca. Dedek je mali TIli rekel, da se mu zdi, da je v jablano posadil košček svojega srca. Tili je bilo to čudno, saj bi mu potem košček srca moral manjkati. Dedek ji je rekel da ne, ker več srca ko razdaš, več ga imaš. Kamor razsajamo semena našega srca, tja se lahko preselimo kadar nam je hudo. Če pa nič ne razdamo, se ne moremo nikamor preseliti. Tili je zanimalo, kakšna so semena srca. Dedek ji je rekel, da so najrazličnejših oblik. Lahlo jih zaseješ kamorkoli, v zemljo, v veter, v daljavo ali v ljudi. Lahko so prijazne besede, ki zrastejo v lepe misli ali čisto prava semena, ki zrastejo v drevo kot jablana, ki stoji pred njima. Poleti nama dela senco, jeseni pa podarja jabolka in zlato listje je nato dodala Tili. Dedek se je z njo strinjal in ji rekel da se vsako darilo srca vrne nazaj, zato ga lahko vedno razdajaš, brez strahu da bi ga zmanjkalo. Če pa srca ne razdajaš, se začne manjšati dokler ne postane čisto majhno, trdo kamnito zrno, ki ga ne moreš nikamor več posaditi. Tili je odšla do jablane in jo močno objela z rokami. Nato pa je odšla do dedka in mu skočila v naročje. Rekla mu je da ji srce raste, da jo kar boli in da njeno srce ne bo nikoli kakor kamnito zrno.

### Tri zvezde za Celjske kneze
To je zgodba o baronici Van Hofen, njenem služabniku Gulpu Historiku, Katarini in Urhu, ki so se po naklučju znašli v starem veku in tam v živo videli pomembno zgodovino Celjskih grofov. Kako pa so prišli v srednji vek? Baronica Van Hofen je imela čudežno marelo, s katero se je dalo potovati v preteklost in spet nazaj v sedanjost, samo zatič na njej si moral naravnati na zgodovinsko obdobje. Baronica in Gulp sta se odločila, da bosta z marelo odletela v čas renesanse, vendar je zatič na mareli poskočil in znašla sta se v srednjem veku. Imela sta »čaronalnik« s »čiri«, na katerem sta imela zaprašene stvari, ki jih je bilo treba počistiti. Baronica je mislila, da je v srednjem veku že vse počistila, vendar je videla da se je zmotila, ko je našla zaprašene Celjske grofe. Z Gulpm sta jih začela čistiti, vmes pa sta se pogovarjala o Celjskih grofih in smešnih računalnikih, ki imajo namesto »čirov« čipe. Ko je baronica »čarala« po čirih, sta skozi njih priletela fant in dekle. Priletela sta skozi računalnik s čipi, ko se jima je zataknila tipka. Fant in dekle sta bila Urh in Katarina, ki sta prihajala iz Celja. Bila sta zelo presenečena, ker sta v srednji vek prišla ravno, ko sta pripravljala refereat o Celjskih grofih. Baronica jima je rekla, da ju bo Gulp seznanil s spolirano snovjo na »čaronalniku« o Celjskih grofih, ona pa bo sproti ostalo počistila do konca. Za začetek sta se Urh in Katarina znašla vsak na svojem konju in pričela se je odvijati zgodba o Celjskih grofih. Celotno potovanje skozi zgodbo je bilo dolgo, zanimivo in pretresljivo. Na koncu potovanja so v resničnem času Katarina, Urh, baronica in Gulp prišli do Celjskega gradu in ga občudovali. Baronica je Katarini in Urhu podarila zaročna prstana s tremi briljanti, kot so zvezde nad Friderikovim stolpom. Gulp pa jima je podaril 2 kovanca Ulrika II Celjskega. Gulp in Baronica sta nato s pomočjo marele odletela v čas renesanse. Preden pa sta odletela, jima je baronica rekla da stojita prav pod zvezdo zaljubljenih.

### Škrat s prevelikimi ušesi
To je zgodba o škratu Veleuhcu, ki je imel prevelika ušesa. Imel je tudi težave s hojo, zato je imel škratocikel s katerim se je lahko peljal naokoli. Škratje Uhljatki, med katere je spadal tudi Veleuhec, so bili dobri pripovedovalci zgodb. Veleuhec je bolje napletal zgodbe v šale, jopice, rokavice, odeje, kape ali nogavice kot pa jih pripovedoval. Kljub temu, da je znal odlično napletati zgodbe, je bil še vedno zelo žalosten zaradi prevelikih ušes. K škratu Modrookcu je šel po nasvet, kaj naj stori s prevelikimi ušesi. Modrookec mu je rekel, naj začne z njimi bolje poslušati. Ko je Veleuhec njegov nasvet upošteval, je zaslišal jok otroka. Zanimalo ga je odkod jok prihaja, zato se je s škratociklom odpravil do hiše , iz katere je jok prihajal. Ko je prišel do hiše, je šel vanjo, tam pa je našel objokano Lindo. Jokala je, ker je pogrešala svoje starše. Veleuhec jo je potolažil. Začel ji je pripovedovati pravljico, dokler ni zaspala, nato pa je odšel. Veleuhec je izvedel, da v hiši živijo otroci, ki imajo veliko večje težave, kot jih ima on s prevelikimi ušesi. Odločil se je da jih bo začel pogosteje obiskovati in jih poskušal osrečiti. Sčasoma je spoznal njihove zgodbe in začel razmišljati, kako bi jim pomagal, da bi se v hiši počutili, kot doma. Na dimnik, je privezal balon, ki je bil kot sonce, ki jim sveti ob deževnih in pustih dnevih. Na drevo v parku je namestil tudi veverico, ki jih je razveseljevala, ko so bili žalostni. V parku so se sprehajali tudi škratje, ki so jih namesto svojih domačih živali otroci lahko božali. Toda ker Veleuhec še vedno ni bil zadovoljen, mu je Modrookec predlagal, naj splete velik šal in z njim ovije hišo. Veleuhec je spletel šal, vanj pa je napletel tudi vse zgodbe otrok iz hiše. Otroci so se počutili, kot da so zares doma. Bili so tako zadovoljni, da so mu napisali pismo, v katerem so se mu zahvalili za vse. Napisali pa so mu tudi, da so mu v zahvalo narisali risbice in napisali svoje pesmice z notami. Veleuhec je nato pomislil, da vendarle nima zaman prevelikih ušes. Čez nekaj dni sta otrokom Modrookec in Veleuhec poslala pismo, v katerem sta se zahvalila za pesmice in risbice. Veleuhec pa je sporočil še, da jih bo nalednjič obiskal s harfo in skupaj bodo pesmice tudi zapeli in zaigrali.

### Ukradene sanje
Ukradene sanje so zbirka zgodb, ki so povedane na zelo poseben način. Tu gre predvsem za poezijo. Različne zgodbe nam pripovedujejo o različnih stvareh. Zgodba Od kod so pravljice nam pripoveduje o samem izvoru pravljičnega sveta, ter o stiku med resničnostjo in sanjami. O iskanju lepote nam pripoveduje zgodba Od kdaj so lokvanji. V Princesi kamnitih besed lahko najdemo nekaj o strašni človekovi spozabi med stvariteljsko močjo. O nenadomestljivosti sanjske domišljije pri razlagi nastanka sveta nam govorijo zgodbe Roža in sonce, Ko ima luna ščip in Ukradene sanje. Samotna pravljica in Golo srce pa nam govorita o krhkosti, ranljivosti ter minljivosti poezije. 
V zbirki so poleg omenjenih zgodb tudi zgodbe z naslovi Kako je babica Bujka dobila sostanovalca, Nebo v sobi, Božična voščilnica, Deklica in hrast, Kam je izginil sneg. 
Zgodbe nam pripovedujejo predvsem, da se lepota skriva na nevidni črti, kjer se srečujeta svetloba in tema, zven in tišina, samota in bližina prisotnosti, smeh in jok radovednih otrok, ...

### Popravljalnica igrač
Zgodba se odvija v nekoč velikem zaprašenem paviljonu sredi Velikega mesta, ki je postal urejen, prenovljen in skoraj pravljičen. Uredil ga je dedek, ki je v paviljonu popravljal igrače. Ko so otroci izvedeli za popravljalca igrač, so k njemu prinesli pokvarjene igrače, ki jih je v enem dnevu popravil. V zameno za popravljene igrače dedek od otrok ni zahteval denarja, temveč jih je prosil za pomoč pri urejanju paviljona in okolice. Otroci so se odločili, da mu bodo z veseljem pomagali. Starši so bili nad vsem tem zelo ogorčeni. Ni jim bilo všeč, da njihovi otroci večino časa preživijo v parku in da mislijo le na igro. Tudi dedek se jim je zdel zelo sumljiv, ker v zameno za popravljene igrače ni zahteval denarja.  Sklenili so da, bodo popravljalnico igrač ukinili, dedka pa izgnali iz mesta. Vendar se je še tisto noč zgodilo nekaj zelo nenavadnega. Vsi starši so namreč imeli nenavadne sanje. Sanjali so , da jih njihove igrače iz otroštva, ki so zdaj že pokvarjene in zaprašene, strašijo. Starši so te igrače prinesli k dedku, da bi jih popravil. Nihče od staršev ni nikoli več niti omenil, da bi bilo treba popravljalnico zapreti, dedka pa izgnati iz mesta. Popravljalnica igrač je postala znamenitost Velikega mesta, katero so vsi zelo radi obiskovali.

### Popravljalnica sanj
To je zbirka naslednjih zgodb: Popravljalnica igrač, Krava v cirkusu, Prodajalna Lectovo srce, Smaragdna muca, Mesečna pravljica in O velikem strahu Buholinu

#### Prodajalna Lectovo srce
To je zgodba o nenavadni prodajalni Lectovo srce, ki je odprta le en dan v letu in sicer za Silvestrovo. Tamkajšnji otroci so nestrpno pričakovali vsako Silvestrovo, tako kot tudi letošnjega. Starše so pogosto spraševali, koliko časa je še do začetka tistega dne. Prišel je silvestrski dan in prodajalna se je odprla. Prodajalca v njej sta bila plišasti divji prašič Koki in majhna kraljična iz cunj z imenom  Gaja. Otrokom sta ob odprtju glasno zaklicala, da se je razprodaja začela in da naj vsi otroci pridejo, ter zastonj kupijo sladkosladke slaščice in igrače. Če pa je kateri od otrok bolan, mu bodo njihovi puhasti beli oblaki pripeljali tovor igrač in slaščic. V prodajalni je bilo zelo živahno. Pisani novoletni bonboni in igrače so na cestah vabile v prodajalno. Pokvarjeni vrtiljak je oživel in postal najljubša zabava za otroke. Vsak otrok, ki je prišel v prodajalno je dobil tisto, kar si je zaželel. Na žalost pa se je novoletna noč začela iztekati, s tem pa se je zapirala tudi prodajalna. Otroci so se poslovili od Lectovega srca, oblaki pa so jih zaspane odnesli domov. Lectovo srce pa se je pokrilo z nočno čepico in zaspalo, do naslednjega novoletnega dne.

### Slike in zgodbe iz tisoč in enega pasjega dne
To je zbirka, ki govori o psih.Tu je zbranih 10 zgodb in slik, ki govorijo o njih. Zbirka je bia ustvarjena za vse, ki nimajo psa, vendar bi ga radi imeli ter za vse tiste, ki ga imajo. Vsi bralci te zbirke morajo vedeti, da so psi človekovi prijatelji in niso namenjeni le za okras v hiši. 
V zbirki so zbrane zgodbe z naslednjimi naslovi: Zgodba o španjelu Bugi- Bugiju in balerini Balki, Zgodba bernardinca Bernija Lenojeda, Zgodba kraškega ovčarja Ganija Volkosleda, Zgodba dobermana Bora Stezosledca, Zgodba dalmatinca Lorda Mirnomorskega, Zgodba novofundlanca Jake Krotkookega, Zgodbe škotskega ovčarja Lesija Svilenoresega, Zgodba o labradorcu Aksiju Nosnosu, Zgodba nemškega ovčarja Dinga Lepoglavega in Zgodba doge Ajka Silnobradega

#### Zgodba bernardinca Bernija Lenojeda
Zgodba govori o belorumenem bernardincu Berniju Lenojedu, ki je imel bolezen lenitis. Zaradi te bolezni je bil zelo len. Večino dneva je samo spal in jedel. Berni je sovražil tudi sprehode in druge gibalne reči. Nekoč pa se je le zgodilo, da je Berni premagal svojo lenost. Visoko v Alpah je iz plazu rešil, svojega gospodarja Andraža. Podelili so mu medaljo za hrabrost. Od takrat je lenitis pri bernardincih zelo cenjena in upoštevana bolezen.